# Citizendium
Citizendium, Сітізендіум (від англ. a citizens' compendium of everything — укр. громадянський довідник про все) — це проєкт онлайн-енциклопедії, запропонований 15 вересня 2006 року одним із засновників Вікіпедії — Ларі Сенгером. Передбачається, що взявши за основу поточну версію англійської Вікіпедії, підвищити достовірність інформації за рахунок залучення до роботи експертів, а також за рахунок підсилення особистої відповідальності авторів.

## Точки зору засновника
У прес-релізі від 17 жовтня 2006 р. Сангер заявив, що Citizendium "незабаром спробує скинути Вікіпедію як місце призначення загальної інформації в Інтернеті".  У серпні 2007 року він підписав її сторінки: "Світу потрібна більш достовірна безкоштовна енциклопедія". Проєкт розпочав пілотну фазу в жовтні та листопаді 2006 року.
18 січня 2007 року було оголошено про зміну планів. Сангер оголосив у списку розсилки CZ, що на цьому сайті залишаться лише статті з позначкою "CZ Live", ті, над якими працювали або незабаром працюватимуть учасники Citizendium, а всі інші статті, роздвоєні з Вікіпедії, будуть видалені. Не всі учасники Citizendium підтримали цю зміну, але Сангер підкреслив, що це видалення було "експериментом", і новий набір статей Вікіпедії міг бути завантажений, якщо експеримент визнали невдалим. 

### Планування наступництва головного редактора
У травні 2009 року Сангер зменшив свою пряму діяльність в Citizendium, і в своєму повідомленні від 30 липня 2009 року він нагадав тим, хто входить до списку розсилки Citizendium-l, про свій раніше заявлений намір не виконувати обов'язки головного редактора більше двох або через три роки після початку проєкту.  Сангер повторив свій заклик до громади Citizendium підготувати впорядкований процес вибору нового головного редактора. Сангер сказав, що він витрачає більше часу на свій проєкт WatchKnow, частково тому, що йому потрібно заробляти дохід - він сказав, що "проєкт Citizendium не приносить мені ні копійки", і почасти тому, що громада Citizendium продемонструвала, що може ефективно функціонувати без його пильної, щоденної участі, і тому, що "є пискливіші колеса у моєму житті щойно ". Він додав, що відступ може "спричинити щось з конституційної кризи, враховуючи, що ми Citizendium ніколи не приймали належної хартії". Citizendium остаточно ратифікував свій статут у вересні 2010 р.  22 вересня 2010 р. Сангер покинув посаду головного редактора  а згодом відмовився від редакторських повноважень та прав на проєкт.

## Характер проєкту

### Форк Вікіпедії
Згідно з висловлюваннями та нарисами про Citizendium,  проєкт спочатку планувався розпочати як розгалуження Вікіпедії з копією кожної статті - за правилами Ліцензії на безкоштовну документацію GNU - як він існував у Вікіпедії під час запуску Citizendium.  Однак, ініціювавши ідею не розгалужуватись, а потім вимагаючи коментарів з цього приводу у списку розсилки Citizendium та членів вебфоруму , Сангер заявив, що повна вилка при запуску не є "наперед зробленим". 18 січня 2007 р. Сангер оголосив, що в якості експерименту пілот буде містити лише статті, над якими працювали, або незабаром будуть працювати автори Citizendium, замість повного набору статей у Вікіпедії. Він заявив, що експеримент "являє собою переосмислення основної мети нашого проєкту". 
Повідомлень про видання Citizendium іншими мовами, крім англійської, не надходило, але Сангер заявив, що вони можуть з’явитися після створення англомовної версії та успішної роботи. У огляді книги Ендрю Кіна " Культ аматора" Сангер іронічно коментує сприятливе ставлення Кіна до цитизендію: "Першим прикладом" рішення ", яке він пропонує, є Сітізендіум, або Громадянський збірник, який я люблю коротко охарактеризуйте Вікіпедію з редакторами та справжніми іменами. Але як Citizendium може бути вирішенням проблем, які він порушує, якщо в ньому працюють експерти, які працюють без заробітної плати, а результат безкоштовний? Якщо це вдасться, чи не сприятиме це зниженню довідкове видавництво? " 

### Мета проєкту
Заявлена мета проєкту полягає у створенні "нового збірника знань" на основі внесків "інтелектуалів", що визначаються як "освічені, мислячі люди, які регулярно читають про науку чи ідеї".  Citizendium ставив за мету виховання експертної культури та спільноти, яка заохочує учасників (яких називатимуть "авторами") "поважати" внески експертів (тим, що він називав "ніжним процесом керівництва").
Експерти зобов’язані перевіряти свою кваліфікацію відкрито, на предмет прозорості та загальновизнаних повноважень.  Це контрастує з відкритим і в основному анонімним характером Вікіпедії  де спеціалісти з предметів не мають ані перевіряваних спеціальних знань щодо своєї теми, ані погодженого спеціального статусу. Сангер заявив, що редактори не матимуть права попереднього затвердження на редагування звичайними авторами, хоча редактори мали б дещо невизначені повноваження щодо статей, які належать до їхньої конкретної галузі знань.

### Політика та структура
На відміну від Вікіпедії, Citizendium не дозволяє анонімне редагування. Користувачі повинні зареєструватися під власними іменами з робочою електронною адресою. Сангер вирішив, що адміністраторів Citizendium називатимуть "констеблями", і їм для отримання кваліфікації потрібен ступінь бакалавра . Він також встановив мінімальну вимогу "зрілості" - 25 років - для констеблів.  "Головним" констеблем є головний констебль (Д. Метт Інніс), а головним редактором - керуючий редактор . 
Спочатку Сангер працював головним редактором , "головною особою, що відповідає", частиною та підзвітністю Ради директорів . Сангер заявив, що остаточні рішення щодо структури управління не прийматимуться "до тих пір, поки на місці не буде більшість (майбутніх) основних зацікавлених сторін". 
Вироби з цитидендію підлягають процедурі "затвердження" після досягнення ними розумної якості. "Редактор" може визначити, коли стаття готова до затвердження. 
Спочатку проєкт поетапно підпорядковувався Центру припливів та відпливів як проєкт інкубатора  а потім повинен був здійснюватися під егідою Фонду Citizendium, але в 2020 році скарбник проєкту заявив, що фонд ніколи не був зареєстрований. 

### Зміст
Оригінальні статті Citizendium доступні під ліцензією Creative Commons Attribution ShareAlike 3.0 Unported (CC BY-SA).  "Статті, що частково походять з Вікіпедії, також доступні під ліцензією на безкоштовну документацію GNU, версія 1.2.  Рішення було оголошено 21 грудня 2007 року, приблизно через рік після запуску пілотного проєкту. 

## Історія

### Пілотний проєкт та початкове зростання
Проєкт був оголошений Sanger 15 вересня 2006 р. На конференції Wizards of OS 4 у Берліні . Він не вказав кінцевого терміну для повного запуску вікі .  Однак 2 жовтня 2006 р. Сангер опублікував оголошення про пілотний проєкт, яке передбачало повноцінну роботу вікі протягом "одного-двох місяців".
У очевидній спробі пришвидшити темпи проєкту, 2 жовтня 2006 р. Модератор вебфоруму Citizendium Пітер Хічмоу запропонував те, що він назвав " альфа-тестом " концепції. Hitchmough запропонував розгалужити обмежену кількість статей у Вікіпедії на сайт, де члени вебфоруму Citizendium та списки розсилки могли "переписати повний розділ" вмісту Вікіпедії. 
Ларрі Сенгер із ентузіазмом відреагував на цю ідею і спочатку запропонував свою вже існуючу вікі-версію Textop як місце для альфа-тесту. Пізніше Сангер заявив, що Textop не буде вдалим вибором, але продовжує цікавитись пропозицією. Він задумав вікі з обмеженим доступом, де ідею можна було б випробувати, і попросив подальшого обговорення. 
Жоден доступ до пілотної версії Citizendium, навіть лише для читання, не був дозволений широкому загалу. Сангер заявив: "Лише запрошені люди зможуть переглядати та редагувати вікі пілотного проєкту".  Сангер також сказав, що констеблі для пілотного проєкту обиратиме головний констебль. 
У прес-релізі від 17 жовтня 2006 р. Сангер оголосив: "молодий фонд" Сітізендіум "розпочне шеститижневий пілотний проєкт, відкритий для потенційних учасників за запрошенням". Було названо кілька редакторів та інших керівників проєктів. Також було оголошено, що Фонд Citizendium "розпочав процес подання заявки на отримання статусу 501 (c) (3) [статус неприбутковості]" і "отримав тверде зобов'язання від значного гранту на насіння від фонду, а також невеликі особисті пожертви ".  У наступному дописі до прес-релізу Сангер заявив, що початкова група, яка мала доступ до пілотного проєкту, буде складатися з "десяти редакторів, трьох констеблів, шести авторів та мене". 
Пілотний проєкт розпочав свою діяльність 23 жовтня 2006 р.  8 листопада Ларрі Сенгер повідомив, що 263 імена користувачів мали доступ до пілотного wiki, 183 статті на wiki були "активними" (мається на увазі "хтось працює або має намір працювати на них ") і 7 листопада було близько 300 правок у вікі. 
У своєму повідомленні від 17 січня 2007 року на форумі Citizendium, Сангер заявив, що "у нас було лише 10–20 (дуже) активних людей із 500 створених облікових записів". Як результат, Сангер вирішив видалити з пілотного проєкту всі статті, крім позначених "CZ live", намагаючись мотивувати більшу участь.  22 січня 2007 року Citizendium експериментував з новою процедурою самореєстрації: доступ до читання / запису надавався автоматично після створення облікового запису.  Після цієї зміни було кілька випадків вандалізму, хоча вандалізм був швидко відновлений.  19 січня Сангер оголосив про офіційну організацію Citizendium як легальної некомерційної організації. 
16 лютого 2007 року, у відповідь на зростання вандалізму на сайті, автоматичне створення облікового запису  було призупинено, тоді як посилювались захисні механізми протидії вандалізму.  Наступного дня переміщення сторінок було обмежено констеблями як додатковий захід проти вандалізму.  Крім того, Сангер продовжив процес розщеплення Citizendium з Вікіпедії, запросивши авторів видалити будь-який вміст Вікіпедії, який змінився лише поверхнево з моменту імпорту.

### Інавгурація
25 березня 2007 року Citizendium завершив пілотну фазу та перейшов у бета-фазу, і вебсайт став доступним для читання.  Запуск збігся з повнометражною статтею Associated Press, яка виходила широко, під заголовком у USA Today "Citizendium прагне бути кращою Вікіпедією". 
За день до запуску, Сангер випустив есе "Чому Citizendium (можливо) вдасться", в якому він заявив, що активність у Citizendium зросла зі 100 редагувань на день у перший місяць до понад 500 до запуску.  Після запуску, 27 березня 2007 року, в прес-релізі йдеться про те, що Сангер говорить: "Вам не потрібно вибирати між вмістом і відповідальністю. Ми показали, що ми можемо створювати відкритий та надійний контент. бути відкритими для всіляких учасників, але все одно притримувати людей до вищих стандартів змісту та поведінки як спільнота ". 
Десь після запуску було відзначено, що політика Citizendium, придатна для сім'ї, означатиме, що проєкт, швидше за все, буде уникати статей про жаргонні ознаки сексуальної діяльності, і особливо явних статей про сексуальні дії.  Citizendium має політику "професіоналізму" щодо редакторів, яка, за словами Сангер, відрізняється від більшості інтернет-спільнот. 
29 червня 2007 р. Сангер оголосив про ініціативу за допомогою списку розсилки, який назвав "Citizendium 2.0". Характеризуючи свої коментарі як "документ планування проєкту", Сангер детально описав низку ініціатив, спрямованих на запуск Citizendium у наступну фазу його розвитку. У документі викладено плани судової ради, дорадчої ради, менеджера з персоналу, нового голови редакційної ради, більш широкої участі у проєкті волонтерів, системи підсторінок для статей та розширеного контрольного списку статей. 

### Пізніше зростання
На першій річниці проєкту у вересні 2007 року Citizendium включав 3000 статей, написаних та переглянутих 2000 людей.  В кінці жовтня та на початку листопада 2007 р. З'явилося ряд повідомлень у ЗМІ про річницю Citizendium. У статті в Financial Times цитується Ларрі Сангер, який передбачає сильне зростання проєкту: "У якийсь момент, можливо, дуже скоро, Citizendium зросте вибухонебезпечно - скажімо, в чотири рази збільшить кількість своїх активних вкладників або навіть зросте на порядок. І це відчуватиметься протягом місяця-двох, і його зростання буде продовжувати прискорюватися із цих вищих темпів ". 
Citizendium був відзначений 5 грудня 2007 року як фіналіст премії Товариства нових досліджень комунікацій. Суспільство описує себе як некомерційний глобальний аналітичний центр ", присвячений вдосконаленому вивченню нових засобів комунікації, технологій та нових способів спілкування, а також їх впливу на традиційні ЗМІ, професійні комунікації, бізнес, культуру та суспільство". Товариство обрало Citizendium для нагороди, оскільки вважало його "провідною організацією" в цьому відношенні. 

### Занепад
У квітні 2009 року письменник бібліотеки Уолт Кроуфорд зазначив, що Citizendium виявився в "тривалому затишші", з постійним темпом створення нових статей близько 13-14 на день і зменшенням кількості активних авторів. У серпні 2009 року Річард Уотерс написав у технологічному блозі Financial Times : "У кращому випадку Citizendium можна назвати кваліфікованим успіхом. Запущений у березні 2007 року, станом на серпень 2009 року в ньому було 11 810 статей - на 2 999 674 менше, ніж англомовної версія Вікіпедії ".  Матьє О'Ніл, головний науковий співробітник австралійського Департаменту широкосмугового зв'язку, зв'язку та цифрової економіки, у березні 2010 року написав статтю про краудсорсингщо "нові учасники Вікіпедії знають, що їх внески матимуть значну аудиторію; стати редактором Вікіпедії є тривіальним і миттєвим; оскільки йому не вистачає цієї безпосередньої якості, Citizendium не зумів залучити натовп". 
У березні 2010 року в проєкті було 90 співавторів, які зробили щонайменше одне редагування, з ядром 25 авторів, які зробили більше 100 редагувань. Середня кількість слів зменшилася з 468 слів за статтю в жовтні 2007 року до 151 у травні 2010 року.  У червні 2010 року кількість користувачів, що вносять 1, 20 або 100 редагувань на місяць, була найнижчою, оскільки проєкт став загальнодоступним Березень 2007 р.  До жовтня 2011 р. Лише близько десятка членів редагували типовий день, і заголовок Ars Technica назвав проєкт Citizendium "мертвим у воді".  У вересні 2015 року лише сім редакторів були активними за попередні 30 днів.  Станом на вересень 2017 р. Було зроблено в середньому 5 редагувань на день.[ потрібне цитування ]
У листопаді 2016 року відбувся референдум щодо скасування статуту Citizendium та Ради на користь обговорення та консенсусу у стилі Вікіпедії. Він набрав дев'ять голосів і був прийнятий. Одночасно мав бути обраний новий головний редактор, але кандидатур не було. 
2 січня 2020 року розпочалася дискусія щодо Citizendium, щоб визначити, чи слід закривати сайт.  У лютому того ж року Wired описав Citizendium як "умираючий".  2 липня 2020 року Ларрі Сенгер написав, що передав законне право власності на сайт Пату Палмеру. 